# Bramschebach
Der Bramschebach (auch Brömkensbach oder Brömkensbike) ist ein rechter Nebenfluss der Werre im Nordosten des deutschen Bundeslandes Nordrhein-Westfalen.

## Geographie
Das Gewässer hat eine Gesamtlänge von rund 5,5 km. Das Einzugsgebiet erstreckt sich über einen Teil der Ravensberger Mulde zwischen Werre, Else und Weser.
Das Gewässer entspringt bei Schwarzenmoor am Dornberg (Lipper Bergland) und mündet nordöstlich von Schweicheln-Bermbeck im Herforder Stadtteil Falkendiek in die Werre (Flusskilometer 17). Der Bach ist im Unterlauf die Grenze zwischen Löhne und Herford.
Das Gewässer durchfließt auf seinem Weg von der Quelle bis zur Mündung folgende Gemeinden:
- Herford
- Löhne

Auf seinem Weg nimmt das Gewässer flussabwärts betrachtet folgende Gewässer auf:
- Nagelsbach (R 4)
- namenloser Bach (R 2,5)

(L/R; KM): Linker rechter Zufluss, bei Flusskilometer, Mündung bei KM 0)

## Umwelt

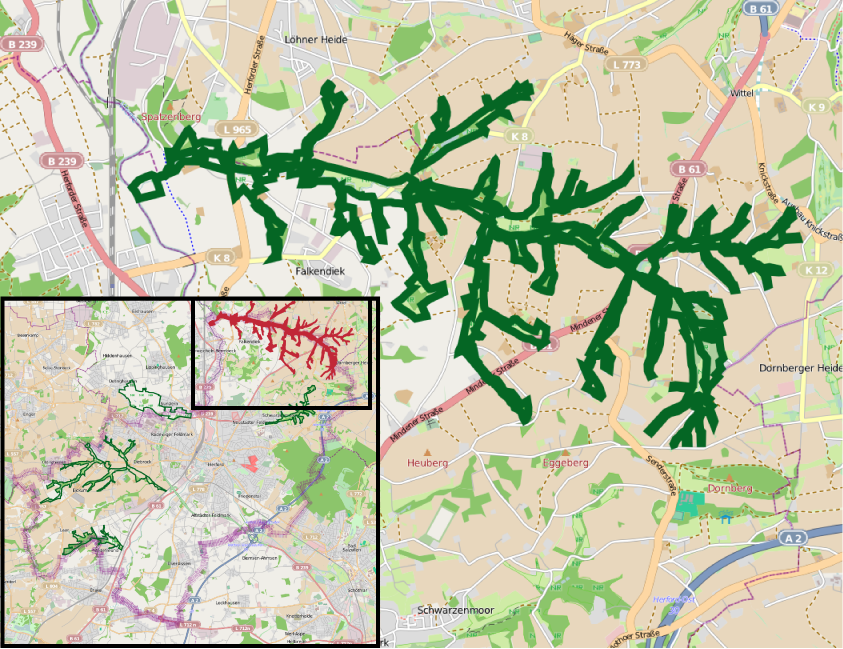
Lageplan des Naturschutzgebiets

Das Tal des Bramschebachs und des Nebenbachs Nagelsbach stehen auf einer Flusslänge von 6 km unter Naturschutz. Das Naturschutzgebiet Bramschebach-/Nagelsbachtal liegt zum überwiegenden Teil (rund 105,9 ha) in Herford und zum kleineren Teil (etwa 87,5 ha) in Löhne und hat eine Größe von insgesamt 193,3 ha. Formal besteht das Naturschutzgebiet aus zwei Naturschutzgebieten, die räumlich jedoch eine Einheit bilden. Das Gebiet wird seit 1995/1996 geschützt. Das Bachtal ist als ein für das Ravensberger Land typisches, naturnahes und weitverzweigtes Sieksystem ausgeprägt. Das Siek-Kastental weist bis zu 8 m hohe Hangstufen auf. Im Talgrund finden sich Eschen, Weiden und Erlen-Ufergehölz, Kopfbaumreihen und Obstbestände. Um die nicht mehr naturnahen Fischteichanlagen sind einige naturnahe Kleingewässer mit Schwimmpflanzen- und Röhrichtbeständen vorhanden. Überwiegend ist der Talgrund als Feuchtgrünland ausgeprägt. Die Talhänge sind mit Buchen bestanden. Die Feuchtbiotope im Gebiet sind besonders schützenswerte Bereiche.